# Berwickshire

Lage von Berwickshire in Schottland

Berwickshire   [ˈbɛɹɪkʃə] (schottisch-gälisch Siorrachd Bhearaig) ist eine der traditionellen Grafschaften Schottlands, gelegen im Südosten Schottlands an der Nordsee und der Grenze zu England. Ursprünglicher Verwaltungssitz und namensgebender Ort war die Stadt Berwick-upon-Tweed, die aber seit 1482 zu England und somit nicht mehr zu Berwickshire gehört. 
Als Verwaltungsgrafschaft mit der Hauptstadt Duns bestand Berwickshire zwischen 1890 und 1975 und ging dann in der Region Borders auf. Die Region Borders wurde 1996 aufgelöst und in die Council Area Scottish Borders umgebildet. Berwickshire ist heute noch eine der Lieutenancy Areas von Schottland.